# Nicollet, Minnesota
Nicollet là một thành phố thuộc quận Nicollet, tiểu bang Minnesota, Hoa Kỳ. Năm 2010, dân số của thành phố này là 1093 người.

## Dân số
- Dân số năm 2000: 889 người.
- Dân số năm 2010: 1093 người.